# اینچ

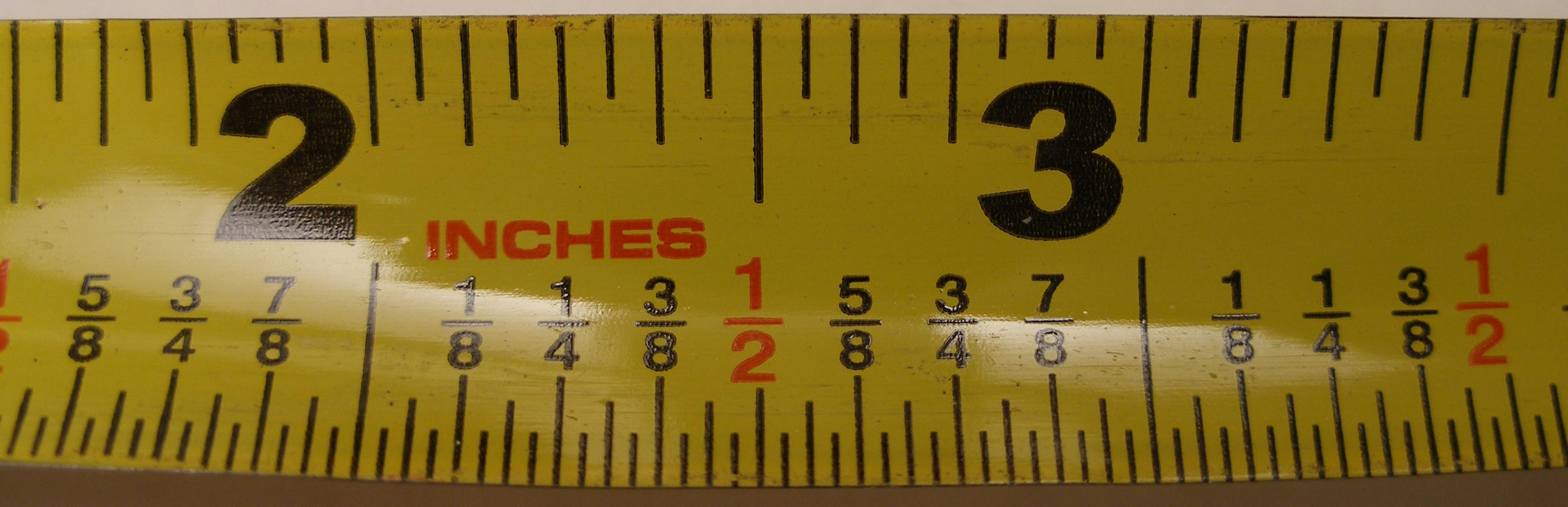
خط‌کشی که واحد اینچ دارد

اینچ واحد اندازه‌گیری طول برابر با حدود۰/۰۸۳ فوت و حدود 2.54 سانتیمتر و ۱/۳۶ یارد است.
اینچ در لغت به‌معنای یک‌دوازدهم است.
استانداردهای مربوط به طول دقیق یک اینچ در گذشته متفاوت بوده‌است، اما از زمان تصویب یارد بین‌المللی در دهه ۱۹۵۰ و ۱۹۶۰ بر اساس سیستم متریک ساخته شده و دقیقاً ۲۵٫۴ میلی‌متر تعریف شده‌است.

## استفاده
اینچ یک واحد معمول است که معمولاً در ایالات متحده، کانادا و انگلیس استفاده می‌شود. همچنین در ژاپن برای قطعات الکترونیکی مخصوصاً صفحه نمایش‌ها مورد استفاده قرار می‌گیرد. در بیشتر قاره اروپا نیز از اینچ برای صفحه نمایش‌ها استفاده می‌شود. برای انگلستان، راهنمایی در مورد استفاده از بخش دولتی اظهار می‌دارد که از اول اکتبر ۱۹۹۵ بدون محدودیت زمانی، اینچ (به همراه پا) به عنوان واحد اصلی برای علائم راه و اندازه‌گیری‌های مربوط به مسافت (به استثنای ارتفاع و عرضهای ترخیص کالا از گمرک) استفاده می‌شود و ممکن است به دنبال یک نشانه ثانویه یا تکمیلی به دنبال اندازه‌گیری متریک برای اهداف دیگر مورد استفاده قرار گیرد.

## تاریخچه

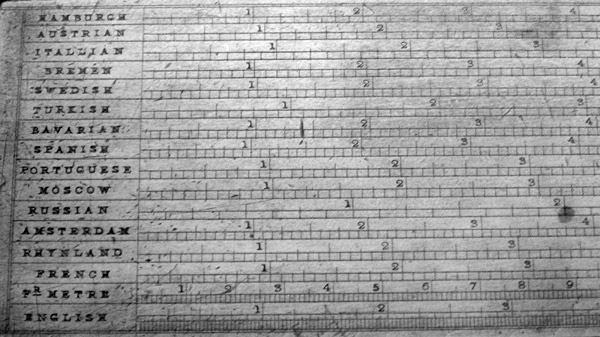
ابزار اواسط قرن نوزدهم برای تبدیل بین استانداردهای مختلف اینچ

اولین مرجع شناخته شده به اینچ در انگلستان از قوانین مربوط به اتلبرت مربوط به اوایل قرن هفتم است که در یک نسخه خطی باقی مانده، یعنی Textus Roffensis از سال ۱۱۲۰، باقی مانده‌است. بند LXVII جریمه ای را برای زخم‌هایی در اعماق مختلف تعیین می‌کند: یک اینچ، یک شیلینگ، دو اینچ، دو شیلینگ و غیره.